# Digimon World Data Squad
Digimon World Data Squad (デジモンセイバーズ アナザーミッション, Dejimon Seibāzu Anazā Misshon, littéralement Digimon Savers: Another Mission) est un jeu vidéo d'action-aventure et de rôle commercialisé au Japon le 30 novembre 2006 par Bandai Namco Games sur console PlayStation 2.

## Système de jeu
Le jeu prend place dans l'univers de la cinquième saison issue de la franchise Digimon, intitulée Digimon Data Squad. Le joueur peut choisir entre les trois principaux protagonistes de la série parmi lesquels Marcus Damon, Thomas H. Norstein, Yoshino « Yoshi » Fujieda, et leurs partenaires digimon respectifs, dans un univers polygone en 3D. Le jeu présente des éléments de jeu d'action-aventure à la troisième personne et de rôle. Le joueur se doit de retrouver des enfants perdus dans le digimonde et de combattre les sept grands antagonistes digimon de la saison.

## Développement
Afin de créer l'atmosphère d'un digimonde dans lequel les personnages se retrouveraient piégé, les développeurs de la société Bandai Namco Games ajoutent des éléments polygones et pixelisés à l'environnement du jeu. Le jeu est annoncé par Bandai Namco Games le 16 mai 2007 pour les États-Unis à l'Electronic Entertainment Expo (E3).

## Accueil
Digimon World Data Squad est accueilli d'une manière mitigée par la presse spécialisée. Sur Metacritic, le jeu obtient une moyenne générale de 43 % basée sur 12 critiques. Ryan Davis, du site GameSpot, lui attribue une note de 4,5 sur 10, citant notamment des environnements répétitifs dans lequel le joueur peut se perdre facilement, et les combats en tour-par-tour « mous ». Ryan Clement, du site IGN, lui attribue une note de 3,5 sur 10.